# Apamea oleracea
Apamea oleracea là một loài bướm đêm trong họ Noctuidae.